# Tom Villa
Pour les articles homonymes, voir villa (homonymie).
Tom Villa, né le 5 juin 1989 à Paris, est un humoriste, animateur de radio et acteur français.
Il est connu pour avoir intégré l'équipe de La Nouvelle Édition et de Salut les Terriens ! sur Canal+ comme chroniqueur-humoriste et pour son rôle dans la série télévisée Munch.

## Biographie
Tom Villa commence à la radio où il anime sur Sport MX qui deviendra plus tard Europe 1 Sport. Il écrit ensuite pour Jérôme Commandeur avant de se lancer dans une carrière d'humoriste où il se produit au Paname Art Café. Il fait les premières parties d'autres humoristes comme Gad Elmaleh, Anne Roumanoff, Jeff Panacloc ou Mathieu Madénian.
Il arrive sur Canal+, en 2012, après avoir été repéré par Christelle Graillot, dans l'émission La Nouvelle Édition.
En 2013, il participe au Jamel Comedy Club.
À la rentrée 2014, il est chroniqueur dans Le Grand Direct des Médias sur Europe 1, avec la chronique humoristique Faites-le taire, en alternance avec Willy Rovelli, et reste à cette place pendant deux saisons.
En septembre 2015, il rejoint l'équipe de Salut les Terriens ! pour la 10e saison de l'émission, en succédant ainsi à Jean-Mi (Le robot) pour une séquence nommée « Le stagiaire ».
En juillet 2016, il participe à l'émission Fort Boyard sur France 2 pour représenter l'association Wings for Life en compagnie de Cyril Despres, Cyril Féraud, Léa François, Sébastien Loeb et Iris Mittenaere.
À la rentrée 2016, il est annoncé sur France Inter dans l'émission La Bande originale présentée par Nagui. Sa chronique humoristique s'intitule Tom Villa a tout compris et a lieu trois fois par semaine.
En novembre 2016, on le découvre dans la distribution de la nouvelle série de TF1 Munch aux côtés d'Isabelle Nanty, de Lucien Jean-Baptiste et d'Aurélien Wiik.
Il co-écrit le 2e spectacle de l'humoriste ventriloque Jeff Panacloc Jeff Panacloc contre attaque.
Le 24 février 2017, il collabore à l'écriture de la 42e cérémonie des César présentée par Jérôme Commandeur.
En septembre 2017, il rejoint l'équipe de Touche pas à mon poste ! pour la 9e saison où il présente une pastille humoristique intitulée Sans Mensonges.
En septembre 2019, Michel Drucker l'invite à rejoindre l'équipe de Vivement dimanche sur France 2. Tom Villa écrit son premier spectacle Les nommés sont... qu'il joue à Bordeaux à l'automne.
Depuis septembre 2020, il coanime Surprise sur prise sur France 2 avec Donel Jack'sman et Laury Thilleman.
À partir de 2024, il est un des acteurs principaux de la série télévisée Mademoiselle Holmes diffusée sur TF1 et RTL tvi.

### Vie privée
Il se marie en mai 2022 avec Marion Dupont, ancienne mannequin, photographe et vidéaste.

## Résumé de ses activités artistiques et médiatiques

### Spectacle
- 2017 : Jeff Panacloc contre Attaque de Jeff Panacloc, co-auteur
- 2019 : Les nommés sont... de Tom Villa, mise en scène Edouard Pluvieux
- 2020 : That's Life de Arnaud Ducret, co-auteur

### Cinéma
- 2016 : Ma famille t'adore déjà ! de Jérôme Commandeur : un gendarme
- 2018 : Neuilly sa mère, sa mère ! de Gabriel Julien-Laferrière : Louis Dussart
- 2022 : La Dérive des continents (au sud) de Lionel Baier : Charles-Antoine Dubat
- 2023 : Pour l'honneur de Philippe Guillard : François Lalanne

### Court métrage
- 2020 : Mon p'tit Bernard d'Olivier Ducray et Wilfried Méance : le curé

### Téléfilms
- 2020 : I love you coiffure de Muriel Robin : le serveur
- 2022 : Ils s'aiment...enfin presque ! d'Hervé Brami
- 2022 : Le Grand Restaurant : La guerre de l'étoile de Pierre Palmade.
- 2022 : Tous Inconnus de Nicolas Hourès : Lui-même
- 2023 : Un gars, une fille (au pluriel) sur TF1 : Un gars
- 2024 : Panique au 31 de Gaël Leforestier : Tom

### Séries télévisées
- 2016 - 2021 : Munch, de Valérie Tong Cuong : Aurélien Berton
- 2017 : Sans mensonges de Tom Villa
- 2019 : Capitaine Marleau, épisode Grand Huit de Josée Dayan : Kévin
- 2019 : Nina, épisode Derrière les apparences de Éric Le Roux : Loïc
- 2023 : Scènes de ménages : Ça se Corse... : Walter
- depuis 2023 : Mademoiselle Holmes de Frédéric Berthe : Samy Vatel
- 2023 : Astrid et Raphaëlle (saison 4, épisode 1 L'Œil du dragon) de François Ryckelynck

### Émissions de télévision
- 2012 : La Nouvelle Édition, émission présentée par Ali Baddou (Canal +),
- 2013 : Jamel Comedy Club (Canal +)
- 2015 - 2019 : Salut les Terriens ! émission présentée par Thierry Ardisson (Canal + puis C8
- 2017 : 42e cérémonie des César, présentée par Jérôme Commandeur ; co-auteur (Canal +)
- 2018 : L'étrange Noël de Jeff Panacloc présentée par Jeff Panacloc ; co-auteur (TF1)
- 2018 : Top Gear France (RMC Découverte)
- 2019 : Vivement dimanche, émission présentée par Michel Drucker (France 2)
- 2020 : Le Morning Night, émission présentée par Michaël Youn (M6)
- 2020 : Surprise sur prise, coprésentation avec Laury Thilleman et Donel Jack'sman et écriture des caméras cachée (France 2)
- 2020 : Ring Comedy Club, présentation (France.Tv)
- 2022 : Arnaud Ducret dans tous ses états (TF1)[13]
- 2024 : Top Gear France saison 9, présenté par Sylvain Levy et Pierre Chabrier (RMC Découverte)

### Émission de radio
- 2014 - 2016 : Le Grand Direct des Médias sur Europe 1
- 2016 - La Bande originale sur France Inter

### Sport automobile
- Passionné de sport automobile, il participe au Trophée Andros au volant d'une Andros Car Électrique (dans les stations de Val Thorens et Isola 2000)[14].